# Juan Bautista Piamarta
Giovanni Battista Piamarta (n. Brescia, 26 de noviembre de 1841 - Remedello, 25 de abril de 1913), conocido por la población hispanohablante como San Juan Bautista Piamarta, fue un sacerdote italiano fundador de la Congregación Sagrada Familia de Nazareth y cofundador —junto a Elisa Baldo— de las Humildes Servidoras del Señor.

## Biografía
Giovanni Battista Piamarta nació en Brescia, Italia, el 26 de noviembre de 1841 en una familia pobre. Su padre, José, era un barbero. Piamarta perdió a su madre a los nueve años y pasó un tiempo viviendo en los callejones de los barrios bajos de la ciudad. Su abuelo materno lo ayudó a sobrevivir y lo envió al Oratorio de San Tomás. Su adolescencia fue difícil, pero gracias a la parroquia de Vallio Terme ingresó al seminario diocesano. Ordenado sacerdote el 23 de diciembre de 1865, comenzó su ministerio en Carzago Riviera, Bedizzole, en la parroquia de San Alejandro, pasando sus primeros veinte años en un intenso trabajo pastoral. En esa época, fue nombrado sacerdote —y luego director— de la parroquia de San Alejandro. Más tarde, se convirtió en el pastor de la localidad de Pavone del Mella.

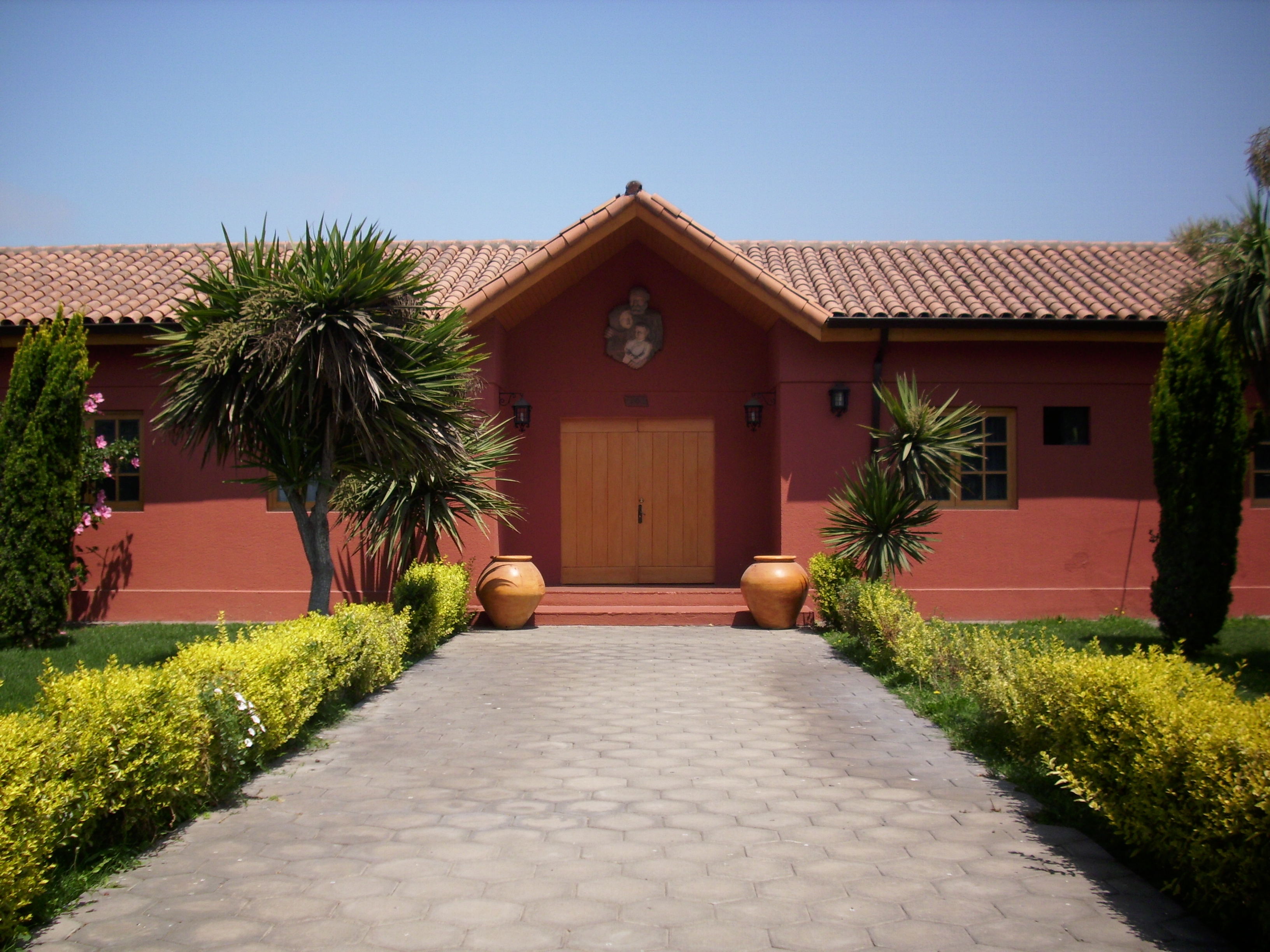
El seminario de la Congregación Sagrada Familia de Nazareth en Santiago de Chile, donde permanece una reliquia de Giovanni Piamarta.

Brescia estaba en proceso de industrialización y Piamarta se identificó con las dificultades y las esperanzas de la juventud más desvalida debido a su experiencia viviendo en la calle. Junto al monseñor Pietro Capetti y al Movimiento Católico, fundó el Instituto Artigianelli para brindar educación vocacional, humana y cristiana a los jóvenes más pobres el 3 de diciembre de 1886. El también llamado «Instituto de los Artesanos» creció en espacio e instalaciones, así que mucha gente recibió educación técnica.
Pocos años después, en 1895, él y Giovanni Bonsignori iniciaron la Colonia Agricultora de Remedello. Como resultado, muchos religiosos se reunieron con Piamarta para compartir ideas y labores en la misión. En marzo de 1900, Piamarta creó la Congregación de la Sagrada Familia de Nazareth —Piamartinos— para continuar impartiendo educación técnica cristiana en diversas partes del mundo, como en Italia, Angola, Mozambique, Brasil y Chile. El trabajo de Piamarta con Queriniana, la imprenta de Brescia, ayudó a que esa localidad se convirtiera en un centro europeo de publicaciones católicas.
Piamarta falleció el 25 de abril de 1913 en Remedello, después de haber servido a Dios y al prójimo. En 1926, su cuerpo fue trasladado a la Iglesia de los Artesanos que él mismo construyó.

## Santidad
El proceso de beatificación de Piamarta comenzó en 1963. El 12 de octubre de 1997, fue beatificado por el papa Juan Pablo II. Posteriormente, el 21 de octubre de 2012, fue declarado santo por el papa Benedicto XVI. Su día de memoria litúrgica es el 26 de abril.